# Sup africký
Sup africký (Gyps africanus) je velký zástupce čeledi jestřábovitých (Accipitridae), blízce příbuzný supa bělohlavého (G. fulvus).

## Rozšíření
Obývá savany, polopouště a hornaté oblasti v západní a východní Africe a patří k vůbec nejrozšířenějším africkým supům. Monotypický druh.

## Popis
Patří mezi středně velké supy s hmotností mezi 4 až 7 kg a délkou těla kolem 94 cm. Rozpětí křídel je okolo 218 cm. Vzhledem se významně neliší od ostatních supů. Má dlouhý krk, krátký ocas, velká a široká křídla s bílými krovkami, hlavu a krk porostlé prachovým peřím a péřový límec. Dospělci mají tělo zbarveno šedě až tmavě hnědě, krk je šedý, zobák černý a spodní část zad a kostrč jsou bílé. Nezralí ptáci jsou výrazně tmavší.

## Ekologie
Většinou žije v hejnech, která nebývají obvykle tvořena více než deseti kusy. Má poměrně špatný čich, ale mimořádně dobrý zrak, kterým se řídí při hledání kořisti. Zároveň sleduje i ostatní členy hejna a pokud jeden z nich zahlédne potravu a pustí se vrhavě na zem, ihned ho následuje. Živí se převážně mršinami, které konzumuje po lvech, gepardech, levhartech nebo hyenách, které dokáže od mršiny i odradit. Je však schopen usmrtit i nemocné a příliš staré zvíře, občas uloví i mládě. Při hašteření o potravu vydává charakteristické syčivé a kdákavé zvuky.
Sup africký si staví velké hnízdo z větví a rostlin, do kterého klade jedno vejce (výjimečně až tři). Inkubace okolo 56 dní.

## Ochrana
V roce 2007 byl sup africký v Červeném seznamu ohrožených druhů (IUCN) přeřazen z kategorie málo dotčených druhů do kategorie téměř ohrožených druhů, později byl postupně přeřazen až do kategorie kriticky ohrožených druhů, za což může především lov, ztráta přirozeného biomu, časté otravy a také masivní úbytek kopytnatců, a tudíž i mršin.

## Galerie

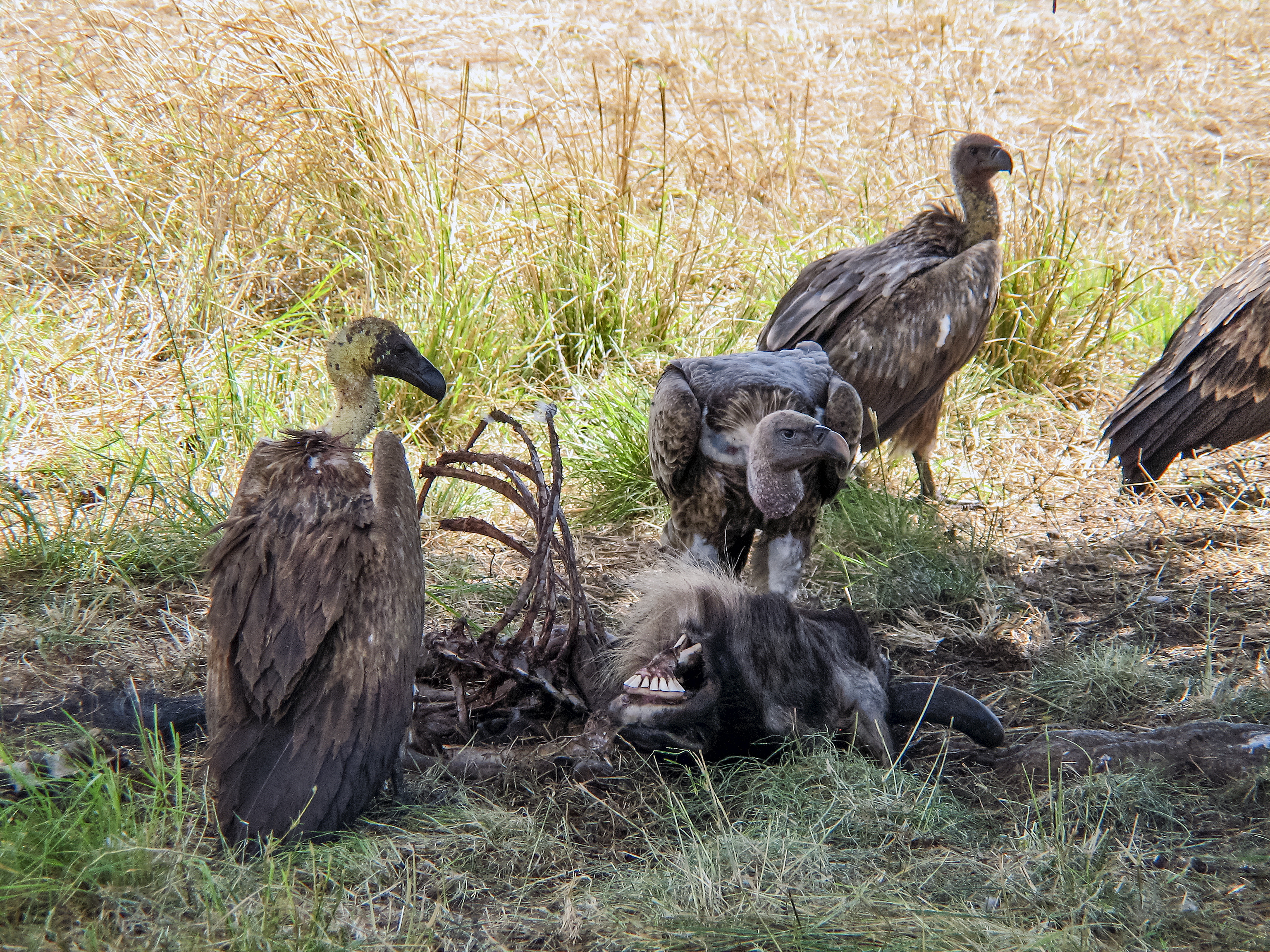
Supi afričtí u mršiny pakoně
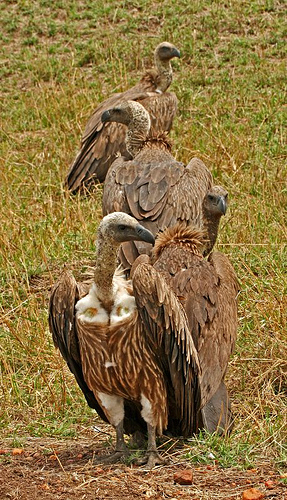
Skupina supů afrických
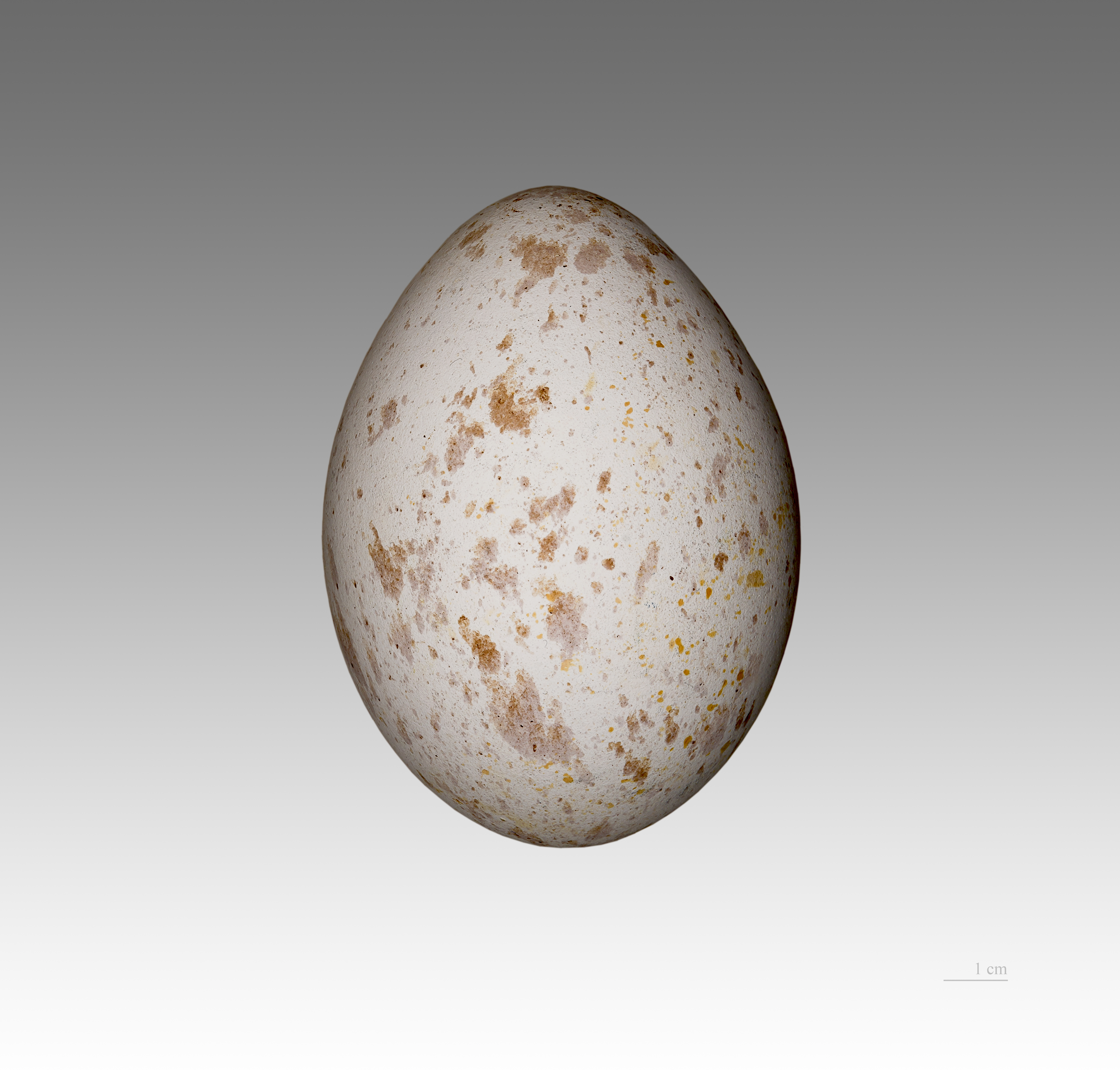
Vejce supa afrického